# Stenodynerus pulvivestis
Stenodynerus pulvivestis är en stekelart som beskrevs av Richard Mitchell Bohart 1949. Stenodynerus pulvivestis ingår i släktet smalgetingar, och familjen Eumenidae. Inga underarter finns listade i Catalogue of Life.